# مونيسيلو
مونيسيلو هيبلدية (بلدية) في مقاطعة كونيو في منطقة بيدمونت الإيطالية، وتقع على بعد حوالي 70 كيلومتر (43 ميل) جنوب شرق تورينو وحوالي 45 كيلومتر (28 ميل) شرق كونيو.
تقع مونيسيلو على حدود البلديات التالية: كاميرانا، غوتاسيكا، مومباركارو، برونيتتو. فيها قلعة بُنيت في القرن الثالث عشر، وأعيد بناؤها لاحقًا (القرن السابع عشر) لتصبح قصراً على النمط القوطي المتأخر، يوجد في القلعة العديد من اللوحات الجدارية من القرن السادس عشر.